# 金子金治郎
金子 金治郎（かねこ きんじろう、1907年2月2日 - 1999年5月31日）は、日本の国文学者。広島大学名誉教授。中世国文学、連歌史専攻。ホトトギス系の俳人でもある。

## 経歴
出生から修学期
1907年、長野県諏訪市で生まれた。旧制諏訪中学（現・長野県諏訪清陵高等学校）を経て、広島文理科大学に進学。1933年に卒業した。
国文学研究者として
卒業後は教員となり、東京明星学園や旧制前橋中学（群馬県立前橋高等学校）に勤務。1941年、広島高等師範学校教授に就いた。1949年に学制改革に伴い高等師範学校が広島大学に包摂されることとなったため、1950年より広島大学助教授。1957年に同教授昇格。1961年、学位論文『莵玖波集を中心とする連歌史の研究』を広島大学に提出して文学博士号を取得。1970年に広島大学を定年退官し、名誉教授となった。その後は1970年4月より立正女子大学教授。1974年より東海大学教授として教鞭を執った。
1999年に死去。

## 受賞・栄典
- 1968年」『菟玖波集の研究』で学士院賞を受賞。

## 著作
著書
- 『連歌師兼載伝考』南雲堂桜楓社(国語国文学研究叢書) 1962
- 『菟玖波集の研究』風間書房 1965
- 『新撰菟玖波集の研究』風間書房 1969
- 『宗祇旅の記私注』桜楓社 1970
- 『連歌古注釈の研究』角川書店 1974
- 『連歌師と紀行』桜楓社 1990
- 『旅の詩人宗祇と箱根：宗祇終焉記』注釈、神奈川新聞社(箱根叢書) 1993
- 『連歌師宗祇の実像』角川叢書 1999

著作集
- 『金子金治郎連歌考叢』(全5巻) 桜楓社 1982-

1. 1巻『心敬の生活と作品』 1982
2. 2巻『宗祇の生活と作品』桜楓社 1983
3. 3巻
4. 4巻『宗祇名作百韻注釈』1985
5. 5巻『連歌総論』1987

共編著
- 『日本文学概論』斎藤清衛共著、中央図書出版社 1950
- 『鎌倉末期連歌学書』山内洋一郎共編、広島中世文芸研究会(中世文芸叢書) 1965
- 『宗祇連歌古注』広島中世文芸研究会(中世文芸叢書) 1965
- 『新撰菟玖波集 実隆本』宗祇撰、横山重共編、角川書店(貴重古典籍叢刊) 1970
- 『連歌俳諧集』暉峻康隆・中村俊定共注解、小学館(日本古典文学全集) 1974
- 『七賢時代連歌句集』太田武夫共編、角川書店(貴重古典籍叢刊) 1975
- 『宗祇句集』伊地知鉄男共編、角川書店(貴重古典籍叢刊) 1977
- 『連歌貴重文献集成』(全10集・別巻3) 勉誠社 1978-1983
- 『連歌古注釈集』角川書店 1979
- 『連歌研究の展開：連歌貴重文献集成記念論集』勉誠社 1985

記念論集
- 『連歌とその周辺：金子金治郎博士還暦記念論文集』広島中世文芸研究会 1967
- 『連歌と中世文芸』金子金治郎博士古稀記念論集編集委員会編 角川書店 1977

## 参考
- 『長野県人名鑑』信濃毎日新聞社、1974年